# Іоанн Дука (цезар)
Іоанн Дука (*Ιωάννης Δούκας, д/н — бл. 1088) — державний та військовий діяч Візантійської імперії.

## Життєпис
Походив з пафлагонського знатного роду Дук. Син Андроніка Дуки, стратега феми Мізія. Про народження та молоді роки нічого невідомо. Просунувся кар'єрою як військовик. Близько 1045 року оженився на представниці заможного роду Пегонітів. У 1057 році брав участь у заколоті проти імператора Михайла VI, підтримавши Ісаака Комніна. За імператора Ісаака I Комніна обіймав посаду магістра, вестарха та проедра. 
У 1059 році після сходження його брата Костянтина на трон отримав титул цезаря. Стає одним з найближчим радників імператора, значно збільшив маєтки у Фракії та Віфінії. Того ж року призначається дукою феми Едеса. Між 1060 і 1066 роками помирає його дружина.
У 1067 році після смерті імператора Костянтина X відстоював інтереси свого небожа Михайла VII під час регентства Євдокії Макремболітіси. Шлюб останньої з Романом Діогеном викликав невдоволення Іоанна Дуки. Згодом той став інтригувати проти Діогена, який став імператором. Зрештою віддалився до маєтку в Віфінії.
У 1071 році після поразки і полону Романа IV від сельджуків, повернувся до Константинополя, де домігся отримання повної влади його небожем Михайлом VII. Невдовзі усунув від влади Євдокію Макремболітісу, яку заслано до монастиря. Фактично владу Іоанн Дука розділив з Михайлом Пселлом. 1072 року отримав титул басилеопатора.
У 1072 році відправив своїх синів проти Романа Діогена, якого звільнив султан Алп-Арслан. Діогена було схоплено. Спочатку Іоанн Дука дозволив тому піти до монастиря, але зрештою наказав засліпити колишнього імператора, від чого той невдовзі помер. Але вже у 1073 році внаслідок інтриг євнуха Никифоріци втратив свій вплив й знову віддалився до маєтків в Віфінії.
У 1074 році отримав під оруду військо та за наказом імператора Михайла VII вирушив проти повсталих норманських найманців на чолі із Русселем де Байлеулем, який намагався створити власну державу в Малій Азії. Втім Іоанн Дука зазнав поразки у битві біля мосту через річку Сангарія й потрапив у полон. Нормани рушили на Константинополь, але де Байлеуль не впевнений в успіху переконав Дуку оголосити себе імператором. У відповідь імператор уклав союз з Сулейманом ібн Кутулмишем проти Іоанна Дуки та Русселя, які зазнали поразки у битві на горі Софон. Дука потрапив у полон до сельджуків. Незабаром був викуплений Михайлом VII, який змусив Іоанна Дуку стати ченцем в Трагонісії під іменем Ігнатій.
У 1078 році за порадою Іоанна Дуки його небіж Михайло VII, який опинився у скруті внаслідок повстання Никифора Вотаніата, став ченцем. 1081 року, скориставшись розгардіяшем під час захоплення Константинополя Вотаніатом, втік зі столиці й перебрався до маєтку Моровунді в Віфінії.
Незабаром приєднався до Олексія Комніна, виступивши за надання останньому трону в дискусії з його старшим братом Ісааком. Надав суттєву підтримку останньому у захоплені влади того ж року. Знову отримав титул цезаря, залишаючись близьким радником імператора до самої смерті.
У 1083 році політично підтримував похід Олега Святославича до Тьмутаракнського князівства, чим суттєво відновив вплив Візантії у Криму (надалі Матраха і Хозарія з 1094 року стали візантійською фемою). Помер Іоанн Дука близько 1088 року.

## Характер
Був доволі здібним політиком, інтриганом, честолюбним і марнославним. Мав хист до літературної діяльності. Водночас був завзятим мисливцем. 

## Родина
Дружина — Ірина, донька військовика Микити Пігоніта
Діти:
- Андронік (бл.1048—1077), протопроедр
- Костянтин (бл. 1050—1074)